# 少年ジェッツ
『少年ジェッツ』（しょうねんジェッツ）は、かつて白泉社が発行していた月刊漫画雑誌。
単行本は「ジェッツコミックス」レーベルで発売されていた。このレーベル名は後身の雑誌にも受け継がれて、2016年6月までの『ヤングアニマル』でも使用されていた。

## 概要
少女漫画を主力にしていた白泉社が、初の男性向け雑誌として、1981年9月（10月号）に創刊した少年漫画雑誌。当初はスポ根ものを中心に、少年コミック誌である事を前面に押し出した誌面構成となっている。
1983年（2月号）に休刊となり、後身の『月刊コミコミ』へとリニューアルされた。
なお、レーベル名としての「ジェッツ」の名は2016年6月まで存続した。

## 主な掲載作品
- 柴田昌弘『ラブ・シンクロイド』 ※『月刊コミコミ』へと継続
- 魔夜峰央『ルル亀!』『おらが丸』
- どおくまんプロ・みわみわ『宇宙家族メカトロ』
- 池沢さとし『レーシング小僧嵐』
- 井上コオ『剛球ヤマト』
- 司敬『天馬の空』
- 新田たつお『大当たりのコロ』
- 小島一将『サンシャイン・ボーイ』
- 黒咲一人『風のがくらんらん』
- 吉沢やすみ『-8ちゃん』
- 土居孝幸『ぶりっ子!リトル』
- いがらしみきお『しこたまだった!』

## 関連書籍
『少年ジェッツ特別編集（ここに特集名）特集号』
本誌に関連して刊行された別冊の漫画雑誌。特集内容としては『ラブ・シンクロイド特集号』や『SFコミック特集号』などがある。装丁は200ページ超の平綴じ。
執筆陣は、西秋ぐりん、なんきん、米田仁士など。
本誌の休刊・新雑誌の創刊に併せて、別冊も『コミコミ特別編集 コミック読本SF大特集』へとリニューアルされた。